# Guildhall (Vermont)
Guildhall település az Amerikai Egyesült Államok Vermont államában, Essex megyében, melynek megyeszékhelye is. Lakosainak száma 262 fő (2020. április 1.).

## Népesség
A település népességének változása:

| 2010 | 261 |
| 2020 | 262 |